# Ethan Bouchard
Ethan Bouchard (* 23. März 2005) ist ein US-amerikanisch-irischer Skirennläufer.

## Biographie
Bouchard wuchs im Bundesstaat Rhode Island auf. Seine Vorfahren stammten aus Cork. Das Skifahren erlernte er im Skigebiet Sunday River in der Nähe von Newry, Maine. Sein internationales Renndebüt feierte er am 4. Dezember 2021 ebendort bei einem FIS-Slalom. Damals startete Bouchard noch für den US-amerikanischen Verband. Bereits nach einer Saison wechselte er jedoch zum irischen Verband. Sein erstes Rennen für Irland bestritt er am 3. Dezember 2022, ebenfalls im Skigebiet Sunday River. 
Sein erstes internationales Großereignis bestritt er beim Europäischen Olympischen Winter-Jugendfestival in der italienischen Region Friaul-Julisch Venetien. Bei den in Tarvis ausgetragenen Alpinen Wettkämpfen erreichte er als beste Platzierung den 35. Rang im Super-G. Eine Steigerung gelang ihm im darauffolgenden Jahr bei den Juniorenweltmeisterschaften im Département Haute-Savoie. Gemeinsam mit Aidan Olsson belegte er in der Team Kombination Platz 28. Zu Saisonabschluss wurde Bouchard irischer Vizemeister im Riesenslalom hinter Cormac Comerford.
2025 nahm Bouchard erstmals an Alpinen Skiweltmeisterschaften teil. Während er im Slalom die Qualifikation für das Hauptrennen verpasste, belegte er im Riesenslalom den 78. Platz.

## Erfolge

### Weltmeisterschaften
- Saalbach 2025: 78. Riesenslalom, DNQ Slalom

### Juniorenweltmeisterschaften
- Haute-Savoie 2024: 28. Team Kombination, 44. Super-G, 46. Abfahrt, DNF Riesenslalom, DNF Slalom

### Winter World University Games
- Bardonecchia 2025: DNF Super-G, DNF Riesenslalom, DNF Slalom

### Europäisches Olympisches Winter-Jugendfestival
- Tarvis 2023: 35. Super-G, 74. Slalom, DNF Riesenslalom

### Weitere Erfolge
- Irischer Vizemeister im Riesenslalom (2024)
- 3 Platzierungen unter den besten 15 bei FIS-Rennen